# 1-2-Switch
1-2-Switch ist ein von dem japanischen Videospielhersteller Nintendo entwickeltes Party-Videospiel für die Nintendo Switch und wurde zum Release der Konsole am 3. März 2017 veröffentlicht. Das Spiel macht intensiven Gebrauch von den Joy-Con und hat die Intention, die einzelnen Möglichkeiten dieser neuen Controller aufzuzeigen.

## Gameplay
1-2-Switch ist ein Partyspiel, in dem der Fokus der Spieler darauf liegt, Interaktionen mit den Joy-Con durchzuführen, um Duelle gegen Mitspieler zu gewinnen. Neben den Joy-Con und deren HD-Rumble-Funktion wird der akustischen Untermalung viel Bedeutung gegeben. Aus diesen Gründen lassen sich viele Spiele fast vollständig ohne Beobachtung des Fernsehers bzw. im portablen Modus auf der Switch selbst spielen. 1-2-Switch beinhaltet 28 einzelne Minispiele, von denen die meisten mit zwei Spielern gespielt werden können.

### Minispiele
Eine Auswahl der einzelnen Minispiele:
- Am Apparat!
- Baseball
- Blindrasur
- Box-Champion
- Fahnenspurt
- Gorilla
- Joy-Con-Umdrehung
- Korkenknallerei
- Kugelschätzen
- Luftgitarre
- Mächtige Magier
- Revolverhelden
- Safeknacker
- Samurai-Training
- Schatzkiste
- Schlaf, mein Baby
- Schwertkampf
- Tanz mir nach'
- Tanzfieber
- Tellerjonglage
- Tischtennis
- Topmodel
- Wettmelken
- Wettessen
- Würfelglück
- Zen

## Rezeption
Das Spiel hat weitestgehend negative Kritiken erhalten. Viele Kritiker bemängelten, dass viele der Minispiele nur mäßig unterhaltsam seien und schnell Langeweile aufkomme. Auch der sehr eigenwillige Humor und der für das Gebotene recht hohe Preis wurden häufig bemängelt. So schreibt etwa Mathias Oertel von 4Players:

„Schlimm, schlimmer, 1-2-Switch! Bei dieser peinlichen und völlig überteuerten Minispiel-Sammlung muss man Spaß mit der Lupe suchen - und wird selbst dann nur selten fündig!“

Tobias Veltin von GamePro kommt zu folgenden Fazit:

„[…]Als unkomplizierter Partyspaß, den man unbedarften Nicht-Videospielern mal für ein oder zwei Runden zeigen kann, eignet sich 1-2 Switch zwar durchaus. Für längerfristigen Spaß nutzen sich die 28 Minispiele aber insgesamt viel zu schnell ab.[…]“

### Verkaufszahlen
In Japan hat sich 1-2-Switch bis zum 16. April 2017 insgesamt 176.368 Mal verkauft. Mindestens 70.000 weitere Exemplare wurden in Europa und den USA verkauft.
Bis zum 30. Juni 2019 konnte sich das Spiel rund 3,01 Millionen Mal verkaufen.